# بيرناردين بيشوب
بيرناردين بيشوب (بالإنجليزية: Bernardine Bishop)‏ (16 أغسطس 1939، لندن في المملكة المتحدة - 4 يوليو 2013)؛ كاتِبة، مُدرسة وروائية بريطانية.